# Herradura (Cuba)
Herradura es una localidad cubana del municipio de Consolación del Sur, perteneciente a la provincia de Pinar del Río.

## Toponimia
El lugar puede aparecer referido como «Herradura» o «La Herradura».

## Historia
Hacia mediados del siglo XIX, el lugar, ya por entonces perteneciente a Consolación del Sur, tenía contabilizada una población de entre 33 y 56 habitantes. Aparece descrito en el tercer tomo del Diccionario geográfico, estadístico, histórico, de la isla de Cuba de Jacobo de la Pezuela con las siguientes palabras:

Herradura. (la) Caserío del Part.º de Consolacion del Sur, J. de Pinar del Río. Está á 2 ½ leguas al N. E. del pueblo de Consolacion del Sur y á 1 ½ del caserío de Santa Clara. Está situado á orilla del camino real de la Vuelta-Abajo y del río que, viniendo de las lomas ó sierra de Güira, toma el nombre de la herradura. Tiene 9 casas de embarrado, guano, etc. y en ellas una zapatería, y 3 tiendas mistas, con 27 habitantes blancos, uno de color libre, y 5 esclavos que componen un total de 33 almas. El censo de 1841 daba á este caserio 56 habitantes, y menos aun el Cuadro Estadístico de 1846.
(Pezuela, 1863, p. 399)

En el año 2002, según el Censo de Población y Viviendas, tenía 8008 habitantes.